# Коммунистическая партия рабочих Франции
Коммунистическая партия рабочих Франции (фр. Parti Communiste des Ouvriers de France, PCOF) — французская коммунистическая партия сталинско-ходжаиского толка. Создана в 1979 году.
Издаёт партийную газету «La Forge».
Входит в состав ходжаистской Международной конференции марксистско-ленинских партий и организаций. С 2011 года — член Левого фронта Франции.